# Раздолье (Тюменская область)
Раздолье — село в Армизонском районе Тюменской области России. Административный центр Раздольского сельского поселения.

## География
Село находится в южной части Тюменской области, в лесостепной зоне, в пределах Ишимской равнины, на расстоянии примерно 32 километров (по прямой) к северо-западу от села Армизонское, административного центра района. Абсолютная высота — 140 метров над уровнем моря.
Климат
Климат резко континентальный с теплым летом и суровой холодной зимой. Годовое количество осадков — 310 мм. Средняя температура января составляет −18,2 °C, июля — +18,1 °C.
Часовой пояс
Село Раздолье, как и вся Тюменская область, находится в часовой зоне МСК+2. Смещение применяемого времени относительно UTC составляет +5:00.

## Население
| 1989 | 2002 | 2010 |
| ---- | ---- | ---- |
| 535  | ↘340 | ↘208 |

Гендерный состав
По данным Всероссийской переписи населения 2010 года в гендерной структуре населения мужчины составляли 50,5 %, женщины — соответственно 49,5 %.
Национальный состав
Согласно результатам переписи 2002 года, в национальной структуре населения русские составляли 86 % из 340 чел.

## Инфраструктура
Действуют основная общеобразовательная школа с отделением дошкольного образования, фельдшерско-акушерский пункт, дом культуры, библиотека, почтовое отделение, отделение Сбербанка, пожарное депо, животноводческая ферма, пункт по приёму молока и два магазина.

## Улицы
Уличная сеть села состоит из четырёх улиц.